# Аромат на липа
„Аромат на липа“ (на английски: The Scent of Linden) е българско-американска комедия от 2023 г. на режисьора Сиси Денкова, която е съсценарист с Джордан Трипиър. Филмът е заснет в Съединените американски щати в началото на 2022 г. Във филма участват Иван Бърнев, Албена Колева, Тончо Токмакчиев, Йоана Буковска-Давидова, Албена Михова, Иван Петрушинов, Мария Бобева, Георги Златарев, Рени Врангова, Жанет Иванова, Ивайло Димитров, Румен Денков и Сашка Братанова. Премиерата в България е на 27 октомври 2023 г.